# Mary Margaret McBride

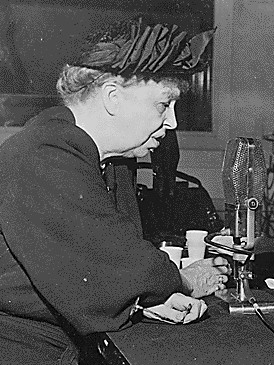
Mary Margaret McBride, 1947

Mary Margaret McBride (* 16. November 1899 in Paris, Missouri; † 7. April 1976 in West Shokan, New York) war eine US-amerikanische Schriftstellerin, Journalistin und Radiomoderatorin, die vor allem durch ihre insgesamt mehr als 40 Jahre gesendeten täglichen Radiotalkshows The Martha Deane Show und The Mary Margaret McBride Show bekannt wurde.

## Leben
Nach dem Besuch des William Woods College in Fulton studierte sie Journalistik an der University of Missouri und schloss dieses Studium 1919 mit einem Bachelor of Arts (B.A. Journalism) ab. Im Anschluss wurde sie zunächst Reporterin bei der Cleveland Press und dann 1920 Assistentin des Werberedakteurs bei der Interchurch World Movement. Unmittelbar darauf wurde sie 1920 Reporterin bei der New York Evening Mail und blieb dort bis 1934.
1934 wechselte sie ins Radio und bekam mit The Martha Deane Show ihre erste eigene Radiosendung, die sie bis 1940 moderierte. 1937 übernahm sie dann mit The Mary Margaret McBride Show ihre zweite Radiotalkshow, die sie bis zu ihrem Tode moderierte. Im Laufe ihrer langjährigen Karriere liefen diese Sendungen bei den Radiostationen WOR (AM), WGHQ, CBS, ABC sowie NBC.
Für ihre Verdienste erhielt sie einen „Stern“ auf dem Hollywood Walk of Fame in der Kategorie Radio, der sich unter der Adresse 7018 Hollywood Boulevard befindet.

## Schriften
- Über ihre Erfahrungen als Radiomoderatorin verfasste sie 1936 ihr erstes Buch mit dem Titel Here’s Martha Deane. Diesem folgten ihre Memoiren How Dear to My Heart (1940) sowie die ebenfalls autobiografisch geprägte Bücher America for Me (1941), A Long Way from Missouri (1959) sowie Out of the Air (1960).

- Daneben schrieb sie die beiden Jugendbücher Tune in for Elizabeth (1945) und The Growing Up of Mary Elizabeth (1966).